# Tokyo Rose

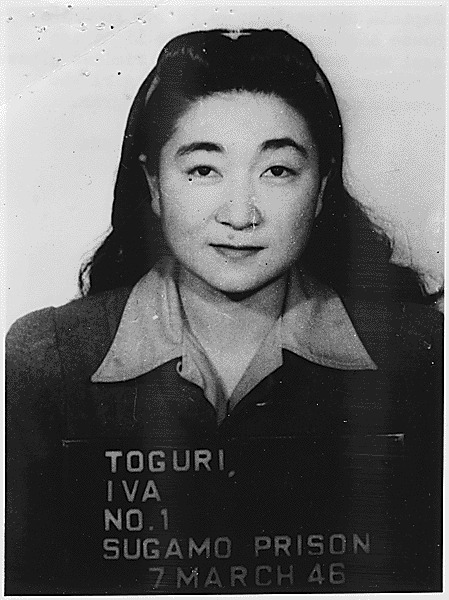
Iva Toguri D'Aquino, fängelsebild

Tokyo Rose (alternativt Tokio Rose) var det namn de allierade under Stillahavskriget gav den kvinnliga radioröst som sände propaganda från Japan till de allierades soldater. Meningen var att demoralisera soldaterna till att börja tvivla på vad de höll på med.
Tokyo Rose var inte bara en enda röst, det var ungefär ett dussin olika kvinnor som framträdde. Den som blev mest förknippad som Tokyo Rose var Iva Toguri D'Aquino som ofta framträdde som Orphan Ann under 15 till 20 minuter i det dagliga radioprogrammet The Zero Hour som sändes från Tokyo. Programmet innehöll sketcher och nyheter med propagandistiskt innehåll. Dessutom spelades populärmusik från USA.
Toguri var amerikansk medborgare och efter kriget åtalades hon för förräderi. Hennes advokater argumenterade länge för att det var andra kvinnor som mer förknippades med Tokyo Rose, exempelvis amerikanskan Ruth Hayakawa som ersatte Toguri under helgerna, kanadensiskan June Suyama (The Nightingale of Nanking) och Myrtle Lipton (Little Margie). Myrtle sände dock inte från Tokyo som de andra utan från  Manilla på det japankontrollerade Filippinerna. Foreign Broadcast Information Service identifierade dock Toguris röst som den som de flesta soldater kände igen som Tokyo Rose. Hon satt fängslad sex år, på 1970-talet framkom att hon dömts på felaktiga grunder och hon benådades av president Gerald Ford.